# Fteliá (ort i Grekland)
Fteliá är en ort i Grekland.   Den ligger i prefekturen Nomós Drámas och regionen Östra Makedonien och Thrakien, i den nordöstra delen av landet, 300 km norr om huvudstaden Aten. Fteliá ligger 78 meter över havet och antalet invånare är 1 006.
Terrängen runt Fteliá är platt åt sydväst, men åt nordost är den kuperad. Runt Fteliá är det ganska tätbefolkat, med 60 invånare per kvadratkilometer. Närmaste större samhälle är Dráma, 8,6 km norr om Fteliá. Trakten runt Fteliá består till största delen av jordbruksmark.